# Xystrocera globosa
Xystocera globosa (лат.) — вид жуков из семейства усачей и подсемейства настоящие усачи

## Описание
Жук длиной от 15 до 32 мм.

## Распространение
Интродуцирован из Юго-восточной Азии в Северную Африку и Израиль.

## Экология и местообитания
Вредитель стеблей бобовых растений. Жизненный цикл вида длится на протяжении двух лет.